# 若松豪
若松 豪（わかまつ ごう、1972年2月15日 - 2024年12月27日）は、日本のテレビドラマプロデューサー。北海道小樽市出身。北海道小樽潮陵高等学校、京都大学卒。

## 来歴・人物
1996年、東映に入社。翌年の1997年に土曜ワイド劇場でプロデューサー補を担当。その後、スーパー戦隊シリーズ『電磁戦隊メガレンジャー』の第26話よりプロデューサー補を務め、番組公式サイトの文責やサブタイトルの考案を担当した。続く『星獣戦隊ギンガマン』でもプロデュース業に従事したあとは戦隊シリーズを離れ、『はみだし刑事情熱系』や東映京都の数々の番組のプロデュースを手掛けた。
2010年のスーパー戦隊シリーズ『天装戦隊ゴセイジャー』で日笠淳と共にチーフプロデューサーを担当。12年ぶりのスーパー戦隊シリーズ及び東映特撮ヒーロー作品の復帰となる。epic32（第32話）で日笠が降板して以降は単独でチーフプロデューサーを務めた。これについて日笠は、当初は自身にプロデューサーのオファーがあったが、『炎神戦隊ゴーオンジャー』で最後だと思っていたこともあり若い人を起用すべきだと進言し、若松に決定権を委ね日笠がそれをフォローするという体制であったことを証言している。
2012年の『特命戦隊ゴーバスターズ』ではサブプロデューサーを務めていたが、Mission14（第14話）で降板。法務部に異動し知財管理室でチーフマネージャーを務めた。2024年12月27日、肺炎により逝去。

## エピソード
- スーパー戦隊シリーズの参加当初は、撮影現場の雰囲気にひたすら圧巻され、長石多可男、田﨑竜太ら監督陣の躍動感と知性に溢れる演出に魅了されたという[8]。
- 『ゴセイジャー』では、天使という戦隊シリーズ初のモチーフを起用。これに関しては「歴史の長い戦隊史上、今まであえて取り上げられなかったモチーフを何とか料理しようと思った」とのことであり、「一人前の天使なら、無敵になってしまうから万能な存在にはしたくはなかった。」ということでメンバーをあえて見習いという設定にした[9]。未完成な存在としないと1年間のドラマが持たないからともしている[7]。味方が天使なのに対して敵を悪魔にしなかったことについては「『天使VS悪魔』の構図にするのは、番組の幅を狭めるし特定の宗教色が強くなってしまう。人類の敵は想像以上に色々いるからどんなレベルの敵が現れても、地球を護る存在として対処できる、というスケールを彼らに持たせた」とコメントしている[2][7]。
- 『ゴセイジャー』では番組の東映公式サイトにて、大森敬仁との対談コーナー「アウトブレイク・俺イックパワー」、『ゴーバスターズ』では「豪バスターズのGB日記」というコーナーを設けていたが、Mission11の紹介で終了した。

## 主な作品

### テレビドラマ
- 土曜ワイド劇場
  - 森村誠一の終着駅シリーズ
    - 7 街・新宿〜伊豆、連鎖殺人の謎!天竜峡から来た女・真犯人も殺された…（1997年） - プロデューサー補
    - 壁の目・誰かが殺人をのぞいている!雨の新宿で誘惑した女・黒部峡谷-宇奈月温泉で殺された女の接点（2003年） - プロデューサー

  - わらの女（1997年） - プロデューサー補
  - 終着駅の牛尾刑事VS事件記者・冴子
    - 暗渠の連鎖（2002年） - プロデューサー
    - レッドライト（2003年） - プロデューサー
    - タクシー（2005年） - プロデューサー
    - 殺人の詩集（2006年） - プロデューサー

  - さくら署の女たち（2006年） - プロデューサー
  - 森村誠一の終着駅シリーズ 悪の条件・信州松本〜謎の女と消えた1億円!!欲望と殺人の罠に刑事が堕ちた!?（2007年） - プロデューサー
- スーパー戦隊シリーズ
  - 電磁戦隊メガレンジャー（1997年 - 1998年） - プロデューサー補 ※第26話以降
  - 星獣戦隊ギンガマン（1998年 - 1999年） - プロデューサー補
  - 天装戦隊ゴセイジャー（2010年 - 2011年） - プロデューサー（第33話以降チーフプロデューサー）
  - 特命戦隊ゴーバスターズ（2012年） - プロデューサー ※Mission14（第14話）まで
- はみだし刑事情熱系
  - PART3（1998年 - 1999年） - プロデューサー
  - PART4（1999年 - 2000年） - プロデューサー
  - PART5（2000年 - 2001年） - プロデューサー
  - 最終章（2004年） - プロデューサー
- 京都地検の女
  - 第1シリーズ（2003年） - プロデューサー
  - 第2シリーズ（2005年） - プロデューサー
  - 第3シリーズ（2006年） - プロデューサー
- 大奥〜第一章〜（2004年） - プロデュース[10]
- 木曜ミステリー 女刑事みずき〜京都洛西署物語〜（2005年、2007年） - プロデューサー
- おみやさん 第6シリーズ（2008年 - 2009年） - プロデューサー

### 映画
- 天装戦隊ゴセイジャー エピックON THEムービー（2010年）
- 天装戦隊ゴセイジャーVSシンケンジャー エピックon銀幕（2011年）
- 仮面ライダー×スーパー戦隊 スーパーヒーロー大戦（2012年） - プロデューサー協力

### オリジナルビデオ
- 電磁戦隊メガレンジャーVSカーレンジャー（1998年）
- 星獣戦隊ギンガマンVSメガレンジャー（1999年）
- 帰ってきた天装戦隊ゴセイジャー last epic（2011年）

### その他
- パワーレンジャー・ロスト・ギャラクシー（2001年 - 2002年） - 日本語版監修
- パワーレンジャー・ライトスピード・レスキュー（2002年 - 2003年） - 日本語版監修
- パワーレンジャー・メガフォース（2016年） - 日本語字幕版監修

### 編著
- 東映の軌跡（2016年）‐ 芹沢英男と共同、東映株式会社